# Didenko
Didenko of Dindanko is een gemeente (commune) in de regio Kayes in Mali. De gemeente telt 10.000 inwoners (2009).
De gemeente bestaat uit de volgende plaatsen:
- Blissibougou
- Didenko
- Faréna
- Garangou
- Guetala
- Saganfing
- Seroume